# Bellview
Bellview és una concentració de població designada pel cens dels Estats Units a l'estat de Florida. Segons el cens del 2000 tenia 21.201 habitants.

## Demografia
Segons el cens del 2000, Bellview tenia 21.201 habitants, 8.108 habitatges, i 5.951 famílies. La densitat de població era de 692,5 habitants per km².
Dels 8.108 habitatges en un 34,3% hi vivien nens de menys de 18 anys, en un 54,4% hi vivien parelles casades, en un 14,8% dones solteres, i en un 26,6% no eren unitats familiars. En el 21,4% dels habitatges hi vivien persones soles el 7,4% de les quals corresponia a persones de 65 anys o més que vivien soles. El nombre mitjà de persones vivint en cada habitatge era de 2,61 i el nombre mitjà de persones que vivien en cada família era de 3,02.
Per edats la població es repartia de la següent manera: un 26,5% tenia menys de 18 anys, un 8,8% entre 18 i 24, un 29,1% entre 25 i 44, un 25,2% de 45 a 60 i un 10,4% 65 anys o més.
L'edat mediana era de 36 anys. Per cada 100 dones de 18 o més anys hi havia 87,8 homes.
La renda mediana per habitatge era de 38.725 $ i la renda mediana per família de 44.693 $. Els homes tenien una renda mediana de 31.160 $ mentre que les dones 21.613 $. La renda per capita de la població era de 18.173 $. Entorn del 7,6% de les famílies i el 10,2% de la població estaven per davall del llindar de pobresa.

## Poblacions més properes
El següent diagrama mostra les poblacions més properes.